# Addiction (periodico)
Addiction è una rivista scientifica mensile a revisione paritaria, fondata nel 1884 dalla Society for the Study of Addiction. Raccoglie ricerche scientifiche originali legati ad argomenti quali alcol, droghe illegali, tabacco e dipendenze comportamentali.

## Impatto
Secondo il Journal Citation Reports, la rivista ha avuto nel 2010 un fattore di impatto di 4,145, posizionandosi seconda tra quattordici rivista che trattano di "Abuso di sostanze" e ventiquattresima tra centoventisei riviste nella categoria "Psichiatria".